# Провезьё
Провезье (фр. Proveysieux) — коммуна во Франции, находится в регионе Рона — Альпы. Департамент коммуны — Изер. Входит в состав кантона Сент-Эгрев. Округ коммуны — Гренобль.
Код INSEE коммуны — 38325. Население коммуны на 1999 год составляло 479 человек. Населённый пункт находится на высоте от 264  до 1 844  метров над уровнем моря. Муниципалитет расположен на расстоянии около 480 км юго-восточнее Парижа, 90 км юго-восточнее Лиона, 9 км севернее Гренобля. Мэр коммуны — Christiane Raffin, мандат действует на протяжении 2008—2014 гг.
Динамика населения (INSEE):